# 吉吉·马文
吉吉·马文（英語：Gigi Marvin，1987年3月7日—），美国女子冰球运动员。她曾代表美国国家队参加2010年、2014年和2018年冬季奥林匹克运动会冰球比赛，获得一枚金牌和二枚银牌。